# Hyalopomatus nigropileatus
Hyalopomatus nigropileatus är en ringmaskart som först beskrevs av Ehlers 1900.  Hyalopomatus nigropileatus ingår i släktet Hyalopomatus och familjen Serpulidae. Inga underarter finns listade i Catalogue of Life.